# Schwittersum
Schwittersum, zu dem auch Resterhafe gehört, ist ein Ortsteil der Gemeinde Dornum in Ostfriesland. Im Jahr 2008 hatte der Ortsteil 596 Einwohner.

## Name
Erstmals wird der Ort im Jahre 1442 als Swiderssum urkundlich erwähnt.  Im Jahre 1589 wurde er Swittersum genannt. Seit 1645 ist die heutige Schreibweise geläufig. Der Ortsname ist eine Zusammensetzung des Rufnamens Switter(t) mit -um (von -hem), was Heim bedeutet.

## Lage
Schwittersum liegt etwa vier Kilometer südlich der Nordseeküste. Der Hauptort der Gemeinde, Dornum, befindet sich etwa eineinhalb Kilometer nordwestlich. Gegründet wurde der Ort als Warfendorf, das von Kalkmarsch umgeben ist.

## Geschichte
Am 1. Juli 1972 wurde Schwittersum in die Gemeinde Dornum eingegliedert.

## Wappen
| | Blasonierung: „In Blau ein silbernes (weißes) Butterfass mit schwarzen Reifen, im Schildhaupt begleitet von zwei goldenen (gelben) sechszackigen Sporenrädern.“ |
| Wappenbegründung: Das von Ulf-Dietrich Korn entworfene Wappen wurde am 29. November 1961 vom Regierungspräsidenten in Aurich verliehen. Es zeigt ein Butterfass, welches die Vieh- und Milchwirtschaft in der Gemeinde symbolisiert. Die Sporenräder und die Farbe des Schildes deuten auf die Zugehörigkeit zum ehemaligen Landkreis Norden hin. | |